# Česká
Česká är en ort i Tjeckien.   Den ligger i regionen Södra Mähren, i den östra delen av landet, 180 km sydost om huvudstaden Prag. Česká ligger 294 meter över havet och antalet invånare är 690.
Terrängen runt Česká är kuperad österut, men västerut är den platt. Runt Česká är det mycket tätbefolkat, med 1 411 invånare per kvadratkilometer. Närmaste större samhälle är Brno, 9,9 km söder om Česká. I omgivningarna runt Česká växer i huvudsak blandskog.